# Вулиця Олександра Довженка (Київ)
Ву́лиця Олекса́ндра Довже́нка — вулиця в Шевченківському районі міста Києва, місцевість Шулявка. Пролягає від Берестейського проспекту до Дегтярівської вулиці. Є частиною Малої окружної дороги.
Прилучаються вулиці Антона Цедіка та Молдовська. На своєму початку Шулявським шляхопроводом сполучена з вулицею Вадима Гетьмана, після Дегятрівського шляхопроводу продовженням є вулиця Олени Теліги.
Названа на честь українського письменника та кінорежисера Олександра Довженка та  однойменної студії.

## Історія
Вулицю прокладено 1935 року, на німецькій карті 1943 року позначена під назвою Окружний шлях (нім. Okrushnyj Weg). З 1944 року отримала назву Новокружна вулиця, попередня назва — Новозапроектована. У другій половині 1950-х років вулицю було подовжено до Дорогожицької вулиці. 1959 року виділена в окрему вулицю, названу на честь українського кінорежисера Олександра Довженка. Інша частина Новоокружної вулиці 1969 року отримала назву вулиця Дем'яна Коротченка (нині — у складі вулиці Олени Теліги).

## Забудова
Забудова вулиці досить різноманітна. Будинок № 1 — одноповерховий, садибного типу (перша половина XX століття). Далі з непарного боку вулиці тягнуться корпуси поліграфічного комбінату «Поліграфкнига» та тролейбусного депо № 2, наприкінці — гуртожиток автобусного парку № 1 КП «Київпастранс» (№ 7-а) та дев'ятиповерхова «готелька» (№ 9/35). З парного боку забудова починається п'ятиповерховим будинком у стилі функціоналізму (№ 2; 1928 рік), продовжується «сталінкою» (№ 10) та двому цегляними п'ятиповерховими «хрущовками» (№ 8 і 12). В середній частині вулиці виділяється сучасний житловий комплекс «Енран» (буд. № 14), зведений у 1997 році. Наприкінці вулиці з парного боку розташовані готель (№ 16), гуртожиток Національної радіокомпанії України (№ 14-Б), дві багатоповерхівки серії «Т» (модифікація Т-1) кінця 1980-х років (№ 16-Б та 16-В).

## Установи та заклади
- Центр соціальних служб для молоді Київської міської державної адміністрації (буд. № 2)
- Тролейбусне депо № 2 (буд. № 7)
- Радіо «Перець FM» (буд. № 14)
- Готель «Ніка-сервіс» (буд. № 16)

## Зображення

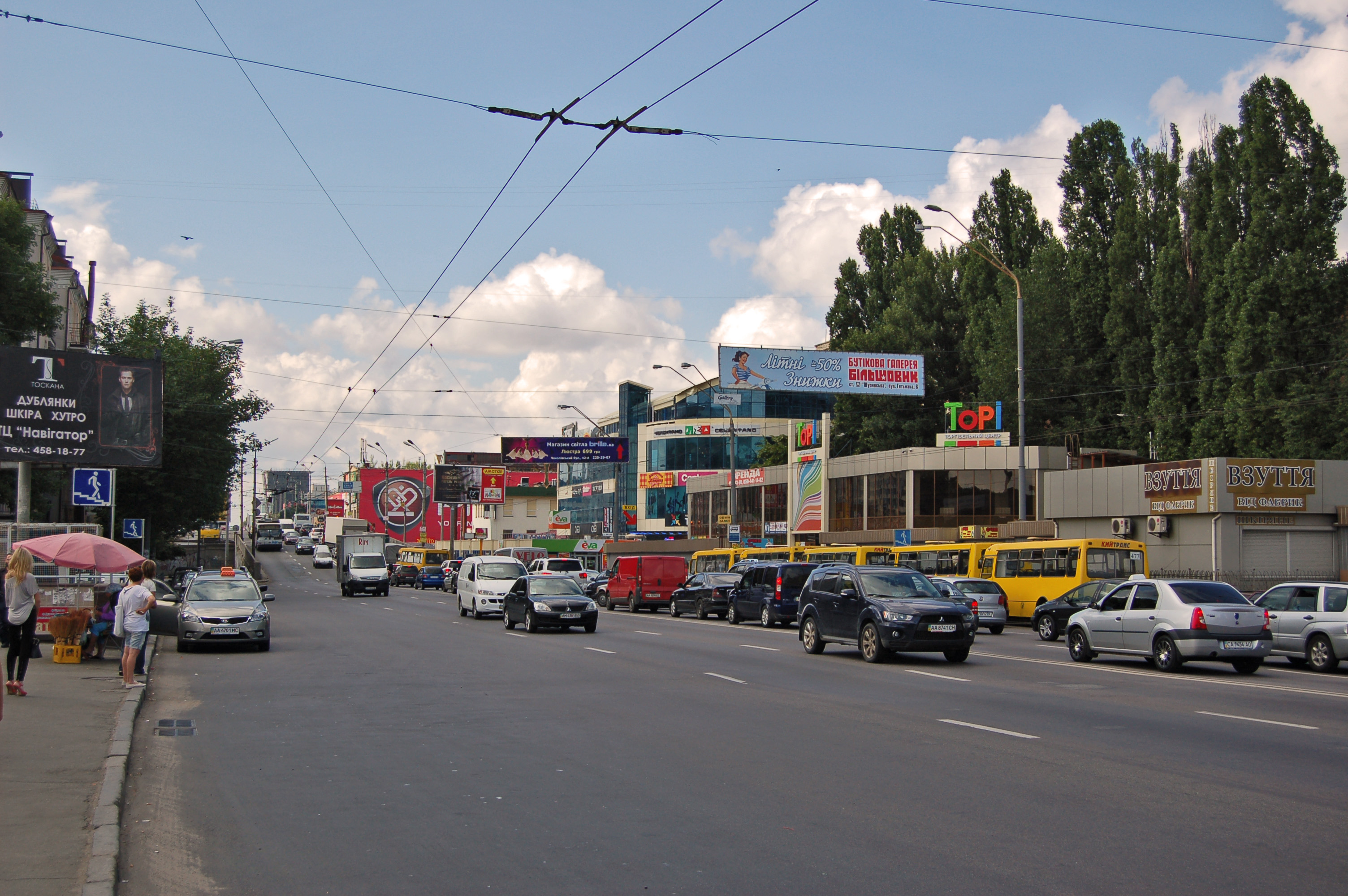
Вид у напрямку Шулявського шляхопроводу